# 劇画狼
劇画狼（げきがおおかみ／げきがうるふ）は、日本の漫画編集者、フリーライター、エロ劇画評論家、元キックボクサー、工員。師匠は元『ガロ』副編集長の白取千夏雄。大阪市在住。
特殊出版レーベル「おおかみ書房」の編集長であり「漫画始末人」を自称する。

## 略歴
1979年8月10日生まれ。京都府舞鶴市出身。
父親からは小学生の頃から野球を強要されていたが本人は興味がなく高校1年でやめる。その後は興味のあった格闘技の下地作りとして筋力トレーニングに明け暮れる。大学入学後にはゆでたまごの格闘漫画『蹴撃手マモル』の影響もあり、キックボクシングのジムに通いながらアマチュア選手として活動するうちに、勧められたプロテストに20歳で合格しプロデビューを果たす。卒業後は就職せずにジムのインストラクターをしながらプロ選手として活動する。一時期はマーシャルアーツ日本キックボクシング連盟の日本ランキング（バンタム級）に入っていたが、反則負けとヘルニアの発症などをきっかけに引退。
引退後は大阪の工場で材料の発注などを担当する事務員として就職。その後、珍しい漫画を紹介する目的で「なめくじ長屋奇考録」というWebサイトを立ち上げ、2009年末から「すごいマンガは宝島社が決めろ。だが、ひどいマンガはなめくじ長屋が決める!!」という触れ込みで、エキセントリックなエロ劇画やコンビニコミックを紹介する「このマンガがひどい!」をサイト内で毎年開催する。
2012年より元『ガロ』副編集長の白取千夏雄の協力のもと特殊出版レーベル「おおかみ書房」を立ち上げ、三条友美や中川ホメオパシーといったマニアックな作家の単行本未収録作品を世に送り出す。
2016年10月からはリイド社と提携して劇画狼の「独断と偏見」による特殊漫画・エロ劇画・怪奇漫画のWeb復刻企画「劇画狼のエクストリームマンガ学園」を始動。単行本化されず日の目を見ないまま埋もれていった「コアな漫画読みでさえも手を出さない“サブカル以下”のマイナー漫画」の発掘・復刻活動を精力的に行っている。

## 編集
同人誌の経験も無く漫画出版に関しては完全に素人だったが、白取千夏雄のアドバイスと材料の発注など生産計画の実務経験を生かし、初単行本を赤字にすることなく1ヶ月半で完売させた。
すべておおかみ書房刊
- 三条友美『寄生少女』
- 三条友美『アリスの家』
- 掟ポルシェ『出し逃げ 掟ポルシェ最低コラム集』
- 中川ホメオパシー『もっと!抱かれたい道場』[7]
- 谷口トモオ『完全版 サイコ工場A線』
- 白取千夏雄『全身編集者』

## 主催イベント
- このマンガがひどい! 劇盛（2012年7月22日/大阪阿波座 nu things）
- このマンガがひどい! 内臓大爆発（2013年8月16日/阿佐ヶ谷ロフトA）
- 悪書追放サミット「もっと! 抱かれたい道場」発売記念トーク&サイン会（2015年10月11日/阿佐ヶ谷ロフトA）
- 劇画狼独演会「このマンガがひどい! スカベンジャー･ハント」（2016年2月6日/阿佐ヶ谷ロフトA）
- 掟ポルシェと劇画狼のブスにきびしくする会（2017年2月5日/Loft PlusOne West）

## メディア出演
- 金原みわの珍人類白書（2018年4月24日、ラジオ関西）
- アフター6ジャンクション（2019年7月30日、TBSラジオ）

## 参照
1. ↑  劇画狼のツイート 2017年4月8日
2. 1 2 3 4  このマンガがひどい! 劇盛
3. 1 2 3 4 5 6 7  38歳｢マイナー漫画｣に鉱脈を探る男の執着心 | 「非会社員」の知られざる稼ぎ方 - 東洋経済オンライン
4. ↑  「寄生少女」顛末 - 白取特急検車場 2013年03月15日付
5. ↑  おおかみ書房、リイド社と提携し独断と偏見によるマンガWeb復刻企画「劇画狼のエクストリームマンガ学園」を開始！ - なめくじ長屋奇考録 2016年10月09日付
6. ↑  『完全版 サイコ工場A線』は劇画狼と提携しているリイド社からの商業出版であるが編集作業を劇画狼が担当している為、おおかみ書房のロゴと通しナンバーが入っている。
7. ↑  秋田書店刊『抱かれたい道場』の事実上第2巻に相当する。

### 公式サイト
- 劇画狼 (@gekigavvolf) - X（旧Twitter）
- おおかみ書房.com
- なめくじ長屋奇考録 - ウェイバックマシン（2009年1月12日アーカイブ分）
- 劇画狼のエクストリームマンガ学園 - リイドカフェ
- 「このマンガがひどい！2016」第1夜!!今年のこのマンガがひどいはなんと…!! - ウェイバックマシン（2015年12月27日アーカイブ分） - なめくじ長屋奇考録
- おおかみ書房/なめくじ長屋の人が選ぶ「2016年に面白かったマンガ30個くらい」 - ウェイバックマシン（2017年11月11日アーカイブ分） - なめくじ長屋奇考録

### その他
- “漫画始末人・劇画狼が案内する、エクストリーム（極端・極限）な魅力を持ったマンガの世界!!”. 宮武孝至.  LOFT PROJECT『Rooftop』2017年1月号 (2017年1月5日). 2018年4月11日閲覧。
- 劇画狼独演会「このマンガがひどい! スカベンジャー･ハント」に行ってきた。(2016/02/06)
- 2016年2月6日（土) 「このマンガがひどい! スカベンジャー・ハント」は本当にひどかった!!
- “「単行本化を待ちに待たれていたホラーマンガ」ベスト3「なめくじ長屋奇考録」劇画狼さん【目ききに聞く】”.  宝島社 (2014年12月16日). 2017年7月1日閲覧。
- “掟ポルシェ最低コラム集「出し逃げ」がmjdヒド過ぎて大人気www”. 猪原賽.  NewsACT (2015年2月24日). 2017年7月2日閲覧。